# سامبا ديالو
سامبا ديالو (بالفرنسية: Samba Diallo)‏ هو لاعب كرة قدم سنغالي في مركز الوسط، ولد في 5 يناير 2003 في السنغال. لعب مع دينامو كييف.

## وصلات خارجية
- سامبا ديالو على موقع قاعدة بيانات كرة القدم.إي يو (الإنجليزية)
- سامبا ديالو على موقع ليكيب (الفرنسية)
- سامبا ديالو على موقع Soccerway.com (الإنجليزية)
- سامبا ديالو على موقع عالم كرة القدم.نت (الإنجليزية)